# かなりハッピー!!
『かなりハッピー!!』（かなりハッピー!!）は、富永ゆかりの4コマ漫画作品。双葉社の4コマ誌（4コマ漫画専門雑誌）「まんがタウン」（月刊）で2000年12月号（創刊号）から、2006年9月号まで連載された作品。
また、「まんがタウン」の前身である「クレヨンしんちゃん特集号」でも2000年10月5日号から2000年11月5日号（「まんがタウン」に発展解消される直前の号）まで連載されており、実質的には2000年10月から連載していたといえる。

## 主な登場人物
三沢 香実（みさわ かなり）
生年月日等詳しくは不明だが、射手座であるということと年齢が22歳であることだけは判明している。
身長は156cm前後。日本の女性の平均身長158.4cmよりやや小さいが、女性としては大柄な方。
運動能力は、100m走のタイムは13秒でかなりの俊足。また「必殺・残業がえし」等の格闘技もこなす。
職業はOL。仕事では何をやってもドジをしてしまい、5秒に1度の割合でミスをする。しかし仕事以外では手早い（誰が残り一つのお菓子を食べるか決める時に、紙に印を付けてシュレッダーにかけて即興でクジを作る、コーヒー用粉ミルクが残り少ない時に、ミルク缶にコーヒーとお湯を入れて蓋を閉めて振って即興でカプチーノを作るなど）。
須藤（すどう）課長
香実の上司。50歳。香実のミスと日々格闘している。妻子持ちである。
キョーコ
香実の同僚であり、良き理解者。
永田（ながた）
香実の同僚であり、時々被害者。
倉田（くらた）
香実の先輩。キョーコいわく「根っからのイイやつ」。

## 書誌情報
- 単行本 - 6年間もの間単行本は出ていなかったが、傑作選の形で第1巻が刊行された。
  - 双葉社より「アクションコミックス」として刊行されている。
    - 第1巻（2006年3月13日発行） ISBN 4575939986
    - 第2巻（2006年12月11日発行） ISBN 4575940437